# Giurgiuveni
Giurgiuveni – wieś w Rumunii, w okręgu Vâlcea, w gminie Golești. W 2011 roku liczyła 68 mieszkańców.